# 异丙磺酸
异丙磺酸是一种有机化合物，化学式为C3H8O3S，它是丙磺酸的同分异构体。它可由甲基三氧化铼-过氧化氢氧化二异丙基二硫得到。在微波条件下，它和三聚氯氰、胺反应，可以得到相应的异丙基磺酰胺。